# Khaveran
Khāverān (farsi خاوران) è una città dello shahrestān di Jahrom, circoscrizione di Khafr, nella provincia di Fars. Aveva, nel 2006, una popolazione di 5.137 abitanti.